# 奇内梅卢·埃洛努
奇内梅卢·埃洛努（英語：Chinemelu Elonu，1987年3月11日—），尼日利亞篮球运动员，司职位置前鋒或中鋒。在2009年NBA選秀中排名正数第57名，即倒數第4名，最终被連續兩年的西區季後賽冠軍洛杉磯湖人選中，是湖人在2009年選秀大會中選中的唯一的新秀。
埃洛努為人低調，再加上選秀順位過低，以及身在強隊，以至於不太受到關注。